# Adantor Akakpo
Adantor Akakpo (ur. 21 września 1965) – piłkarz togijski grający na pozycji bramkarza.

## Kariera klubowa
W swojej karierze piłkarskiej Akakpo grał w klubie OC Agaza.

## Kariera reprezentacyjna
W 1998 roku Akakpo został powołany do reprezentacji Togo na Puchar Narodów Afryki 1998. Był na nim rezerwowym bramkarzem i nie rozegrał żadnego spotkania.